# Weilbacher Kiesgruben

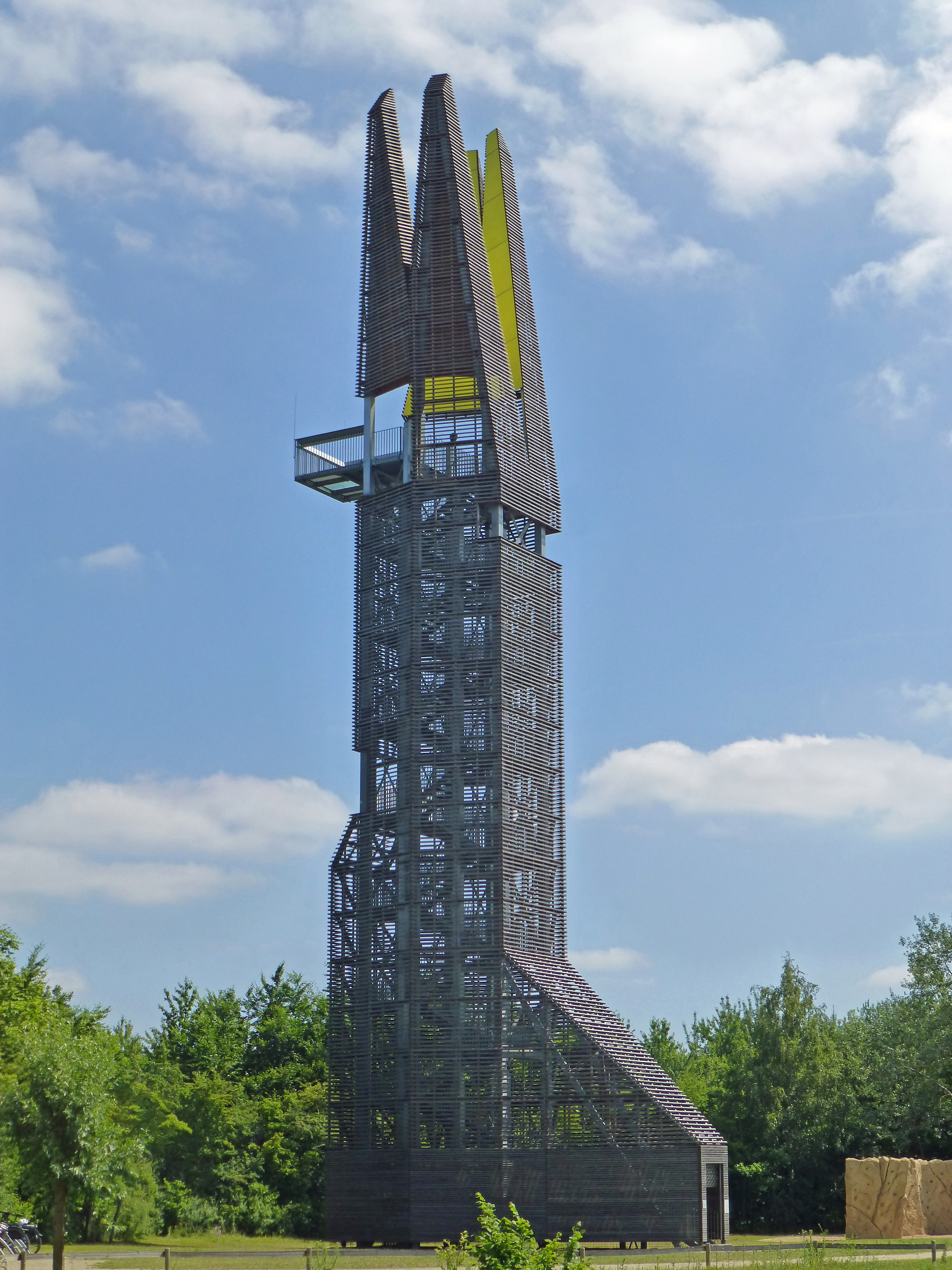
Der Regionalpark-Turm an den Weilbacher Kiesgruben

Die Weilbacher Kiesgruben sind ehemalige Kiesgruben in Weilbach, die ab 1980 renaturiert und teilweise als Naturschutzgebiet ausgewiesen wurden. Seit 2011 befindet sich auf dem Gelände das Regionalparkportal zum Regionalpark Rhein-Main.

## Geschichte

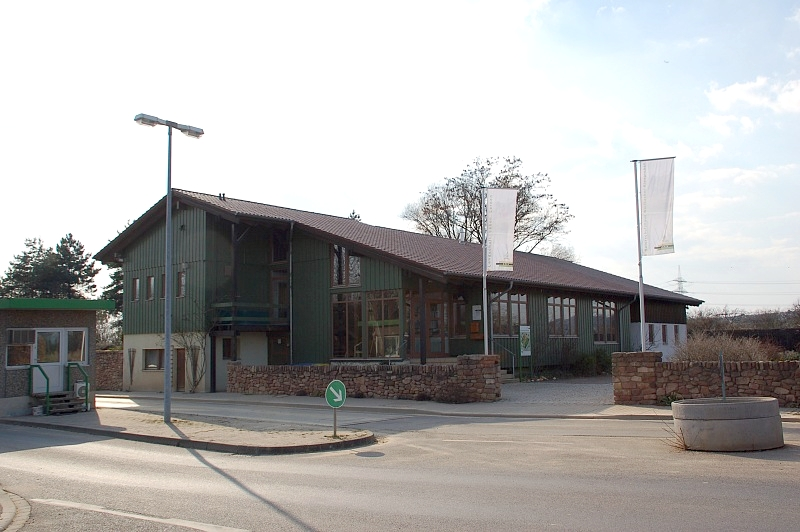
Naturschutzhaus Weilbacher Kiesgruben

Ende der 1970er Jahre stellten die Weilbacher Kiesgruben eine durch ungeordneten Kiesabbau geprägte Landschaft dar. Sie wurden als wilde Mülldeponie und für Moto-Cross-Rennen genutzt. Zur Beseitigung dieser Landschaftsschäden durch eine sinnvolle Rekultivierung gründeten im Jahr 1980 die Stadt Flörsheim, der Main-Taunus-Kreis und der damalige Umlandverband Frankfurt (heute Regionalverband FrankfurtRheinMain) die Gesellschaft zur Rekultivierung der Kiesgrubenlandschaft Weilbach mbH (GRKW). Später traten die Städte Hattersheim (1993) und Hochheim (2000) der Gesellschaft bei. 1991 wurde das Naturschutzhaus Weilbacher Kiesgruben eröffnet, welches eine bedeutende Umweltbildungseinrichtung im Rhein-Main-Gebiet darstellt.

## Regionalparkportal

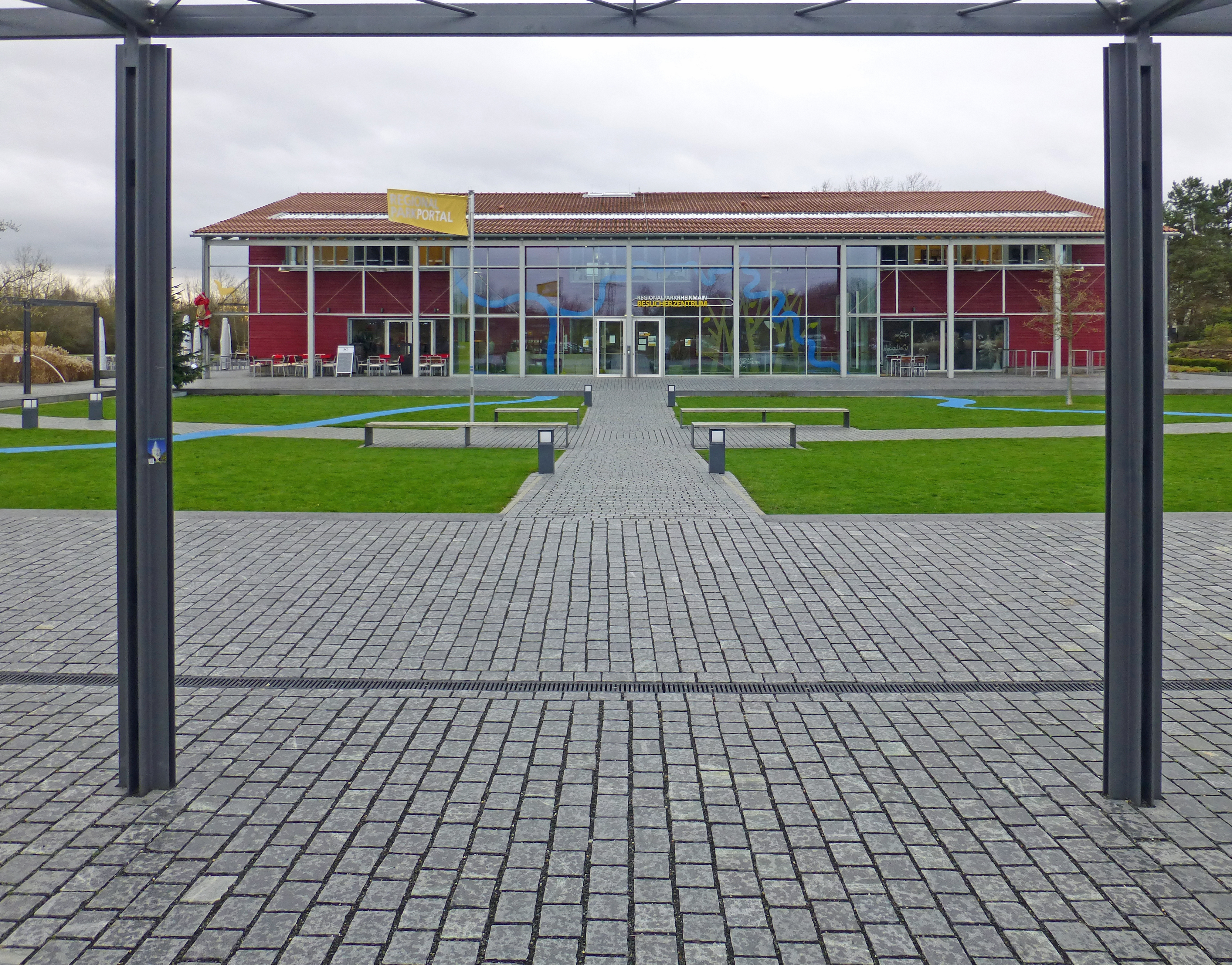
Besucherzentrum am Regionalparkportal

2011 ist das Regionalparkportal zum Regionalpark Rhein-Main eröffnet worden. Neben dem Besucherzentrum mit dem angegliederten Restaurant „Zum Wilden Esel“ ist eine der optisch auffälligsten Neuerungen der Regionalpark-Turm, ein im Juni 2012 eröffneter 41 Meter hoher Aussichtsturm nach den Entwürfen des Architekten Peter Karle.

## Teilbereiche
Nordöstlich des Besucherzentrums befindet sich ein begehbares Naturlehrgebiet, in dem zahlreiche Feucht- und Trockenbiotope sowie ein Geologisches Fenster mit Einblicken in die Schichten des Kiesabbaugebietes erkundet werden können. Südlich des Zentrums liegt ein Naherholungsgebiet mit Freizeitanlagen, dem Regionalpark-Turm und etlichen Spazierwegen.

### Naturschutzgebiet
Den größten Teil der Kiesgrubenlandschaft nimmt das im Südosten gelegene Naturschutzgebiet rund um den Silbersee ein. Zur Landschaftspflege werden Kaschmirziegen und Kulane eingesetzt. Die halbwilde Haltung dieser vom Aussterben bedrohten asiatischen Halbeselunterart ist einzigartig in Europa. Am Rande des eingezäunten Gebiets stehen fünf hölzerne Aussichtstürme, die einen guten Blick in die halboffene Landschaft bieten. Informationstafeln neben den Türmen erklären die Besonderheiten jedes Standorts.
Das Schutzgebiet ist flächen- und namensgleich seit 2008 auch als FFH-Gebiet ausgewiesen. Der Schutzgrund ist der Lebensraumtyp Natürliche eutrophe Seen mit einer Vegetation des Magnopotamions oder Hydrocharitions sowie gefährdete Amphibien- und Reptilienarten (Kammmolch, Springfrosch) sowie eine vielfältigen Libellenfauna, Armleuchteralgen. Das Gebiet ist außerdem Lebensraum für seltene feuchtlandgebundene Vogelarten (Eisvogel, Schwarzmilan, Silberreiher, Uferschwalbe, Flussregenpfeifer).

## Fotos

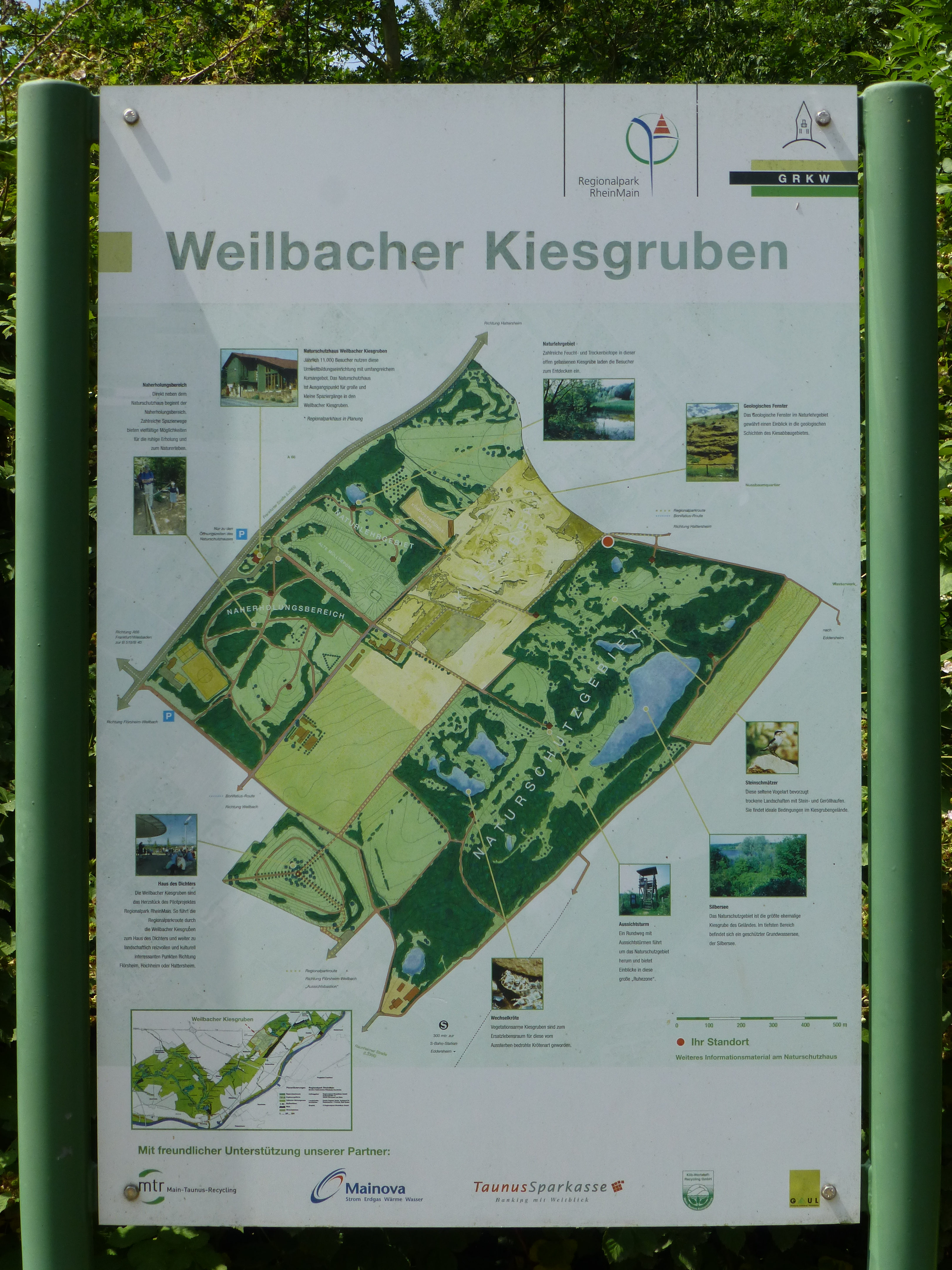
Lageplan der Weilbacher Kiesgruben
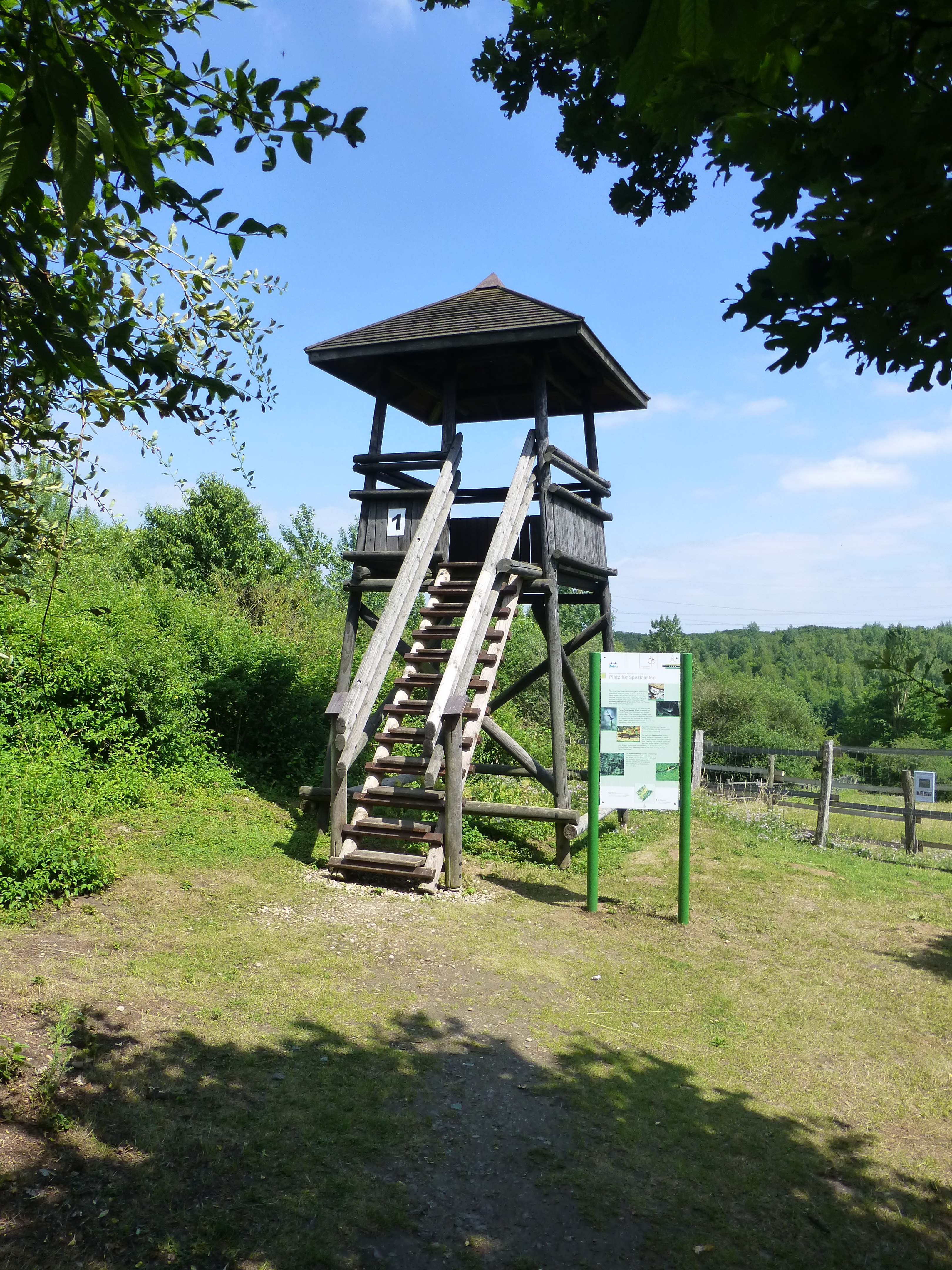
Aussichtsturm 1 innerhalb des Naturschutzgebiets
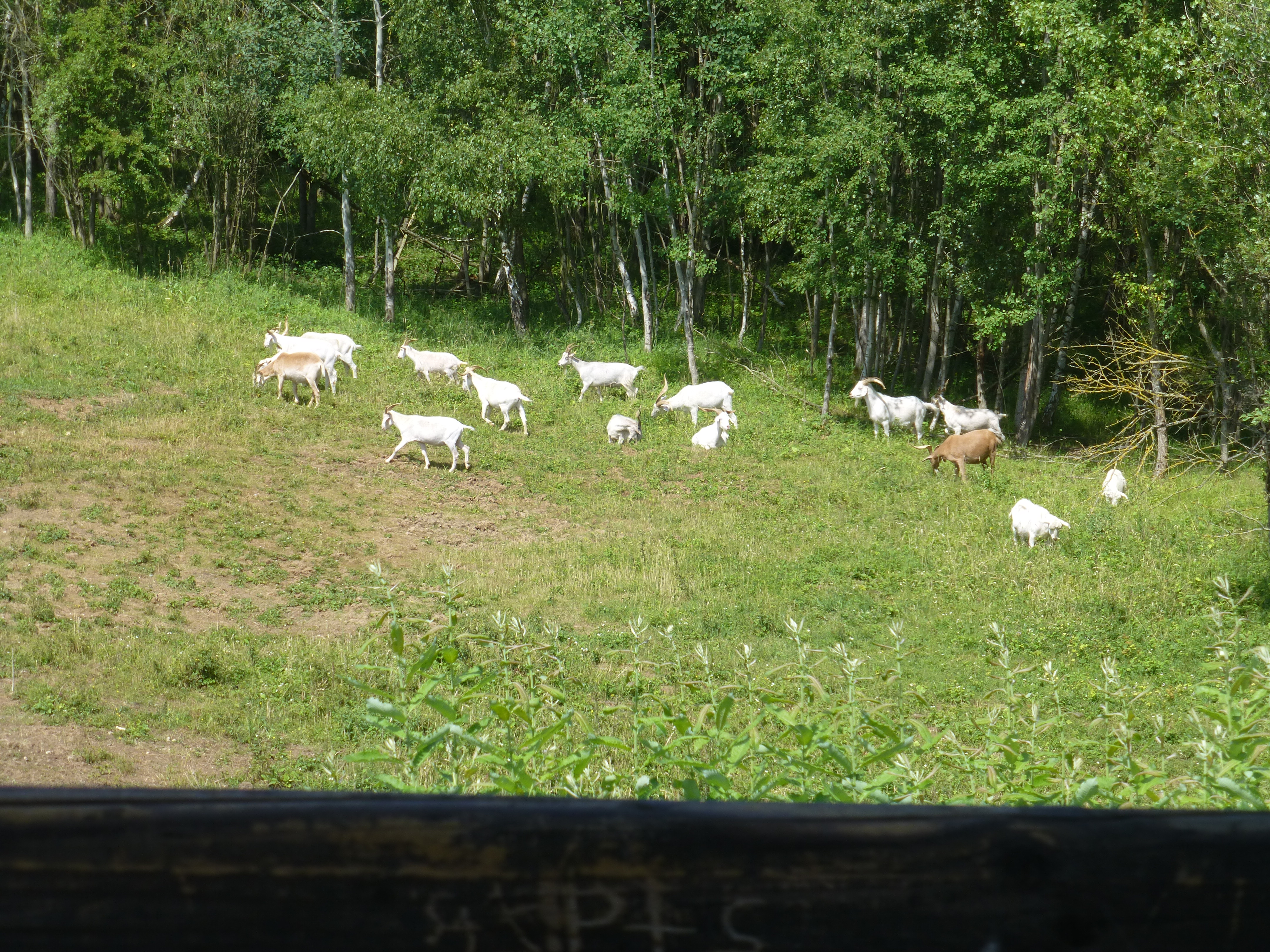
Aussichtsturm 1, Ausblick mit Ziegen
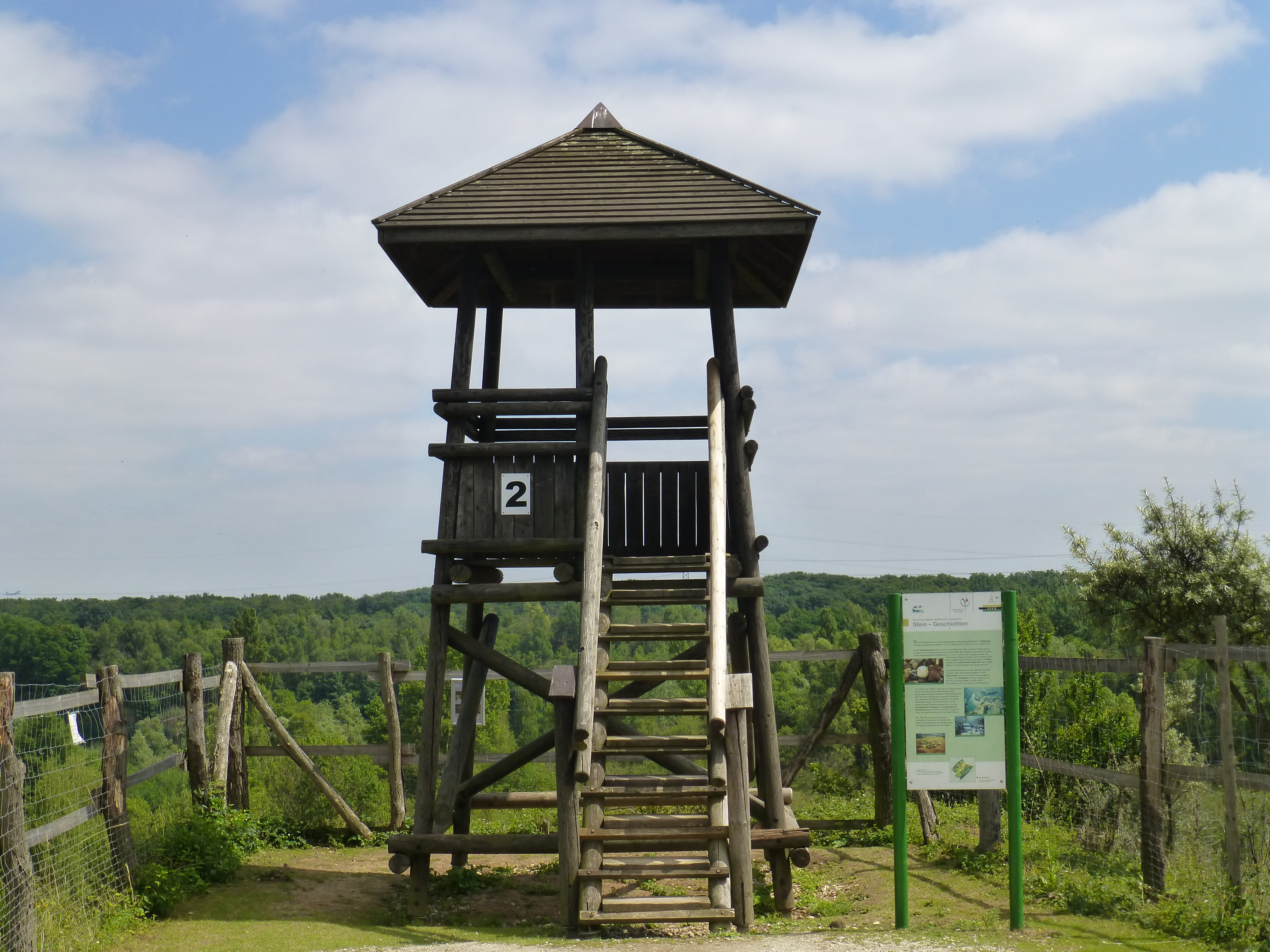
Aussichtsturm 2 am Nordwestrand
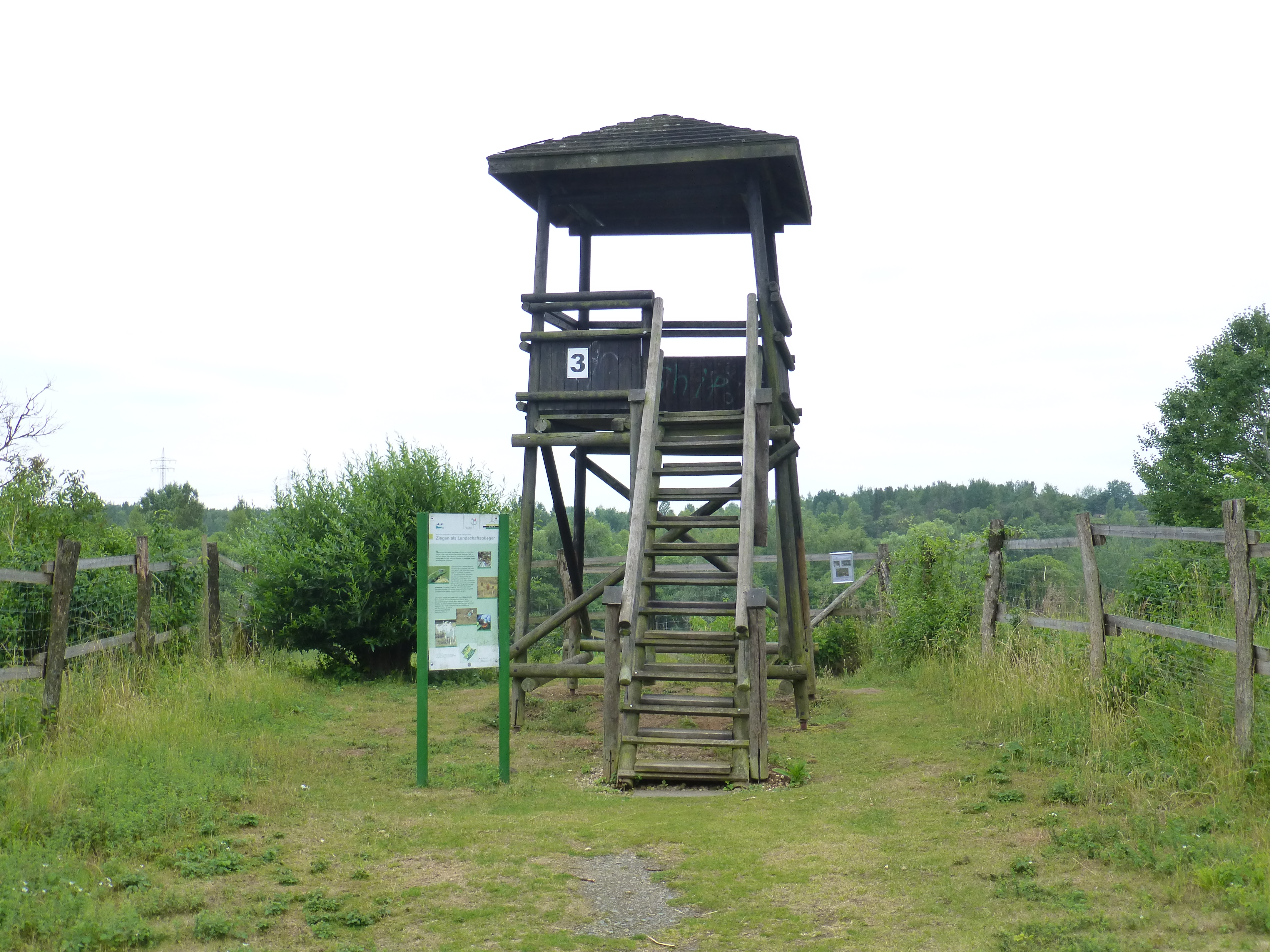
Aussichtsturm 3 am Nordnordostrand
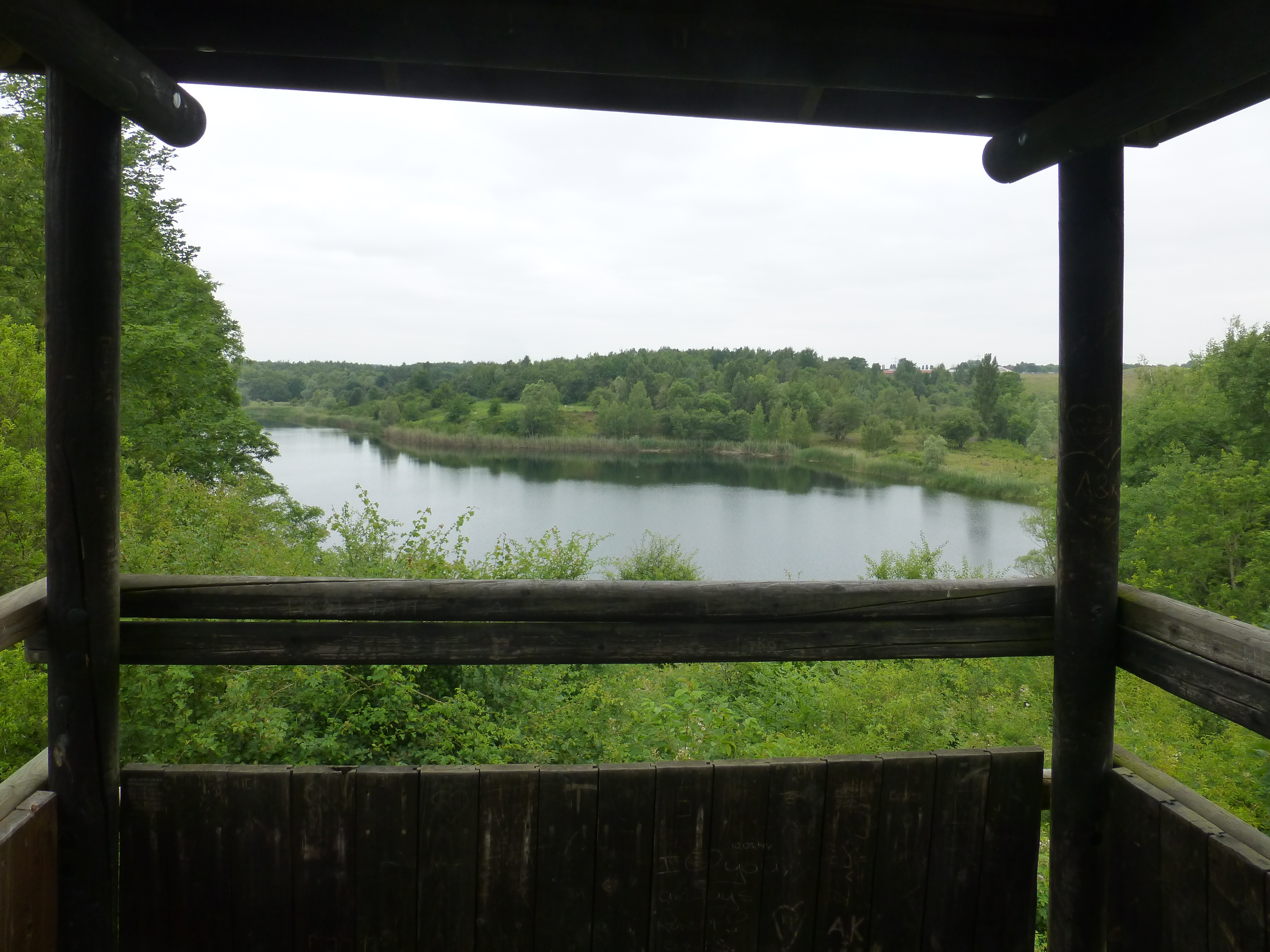
Blick vom Aussichtsturm 4 auf den Silbersee
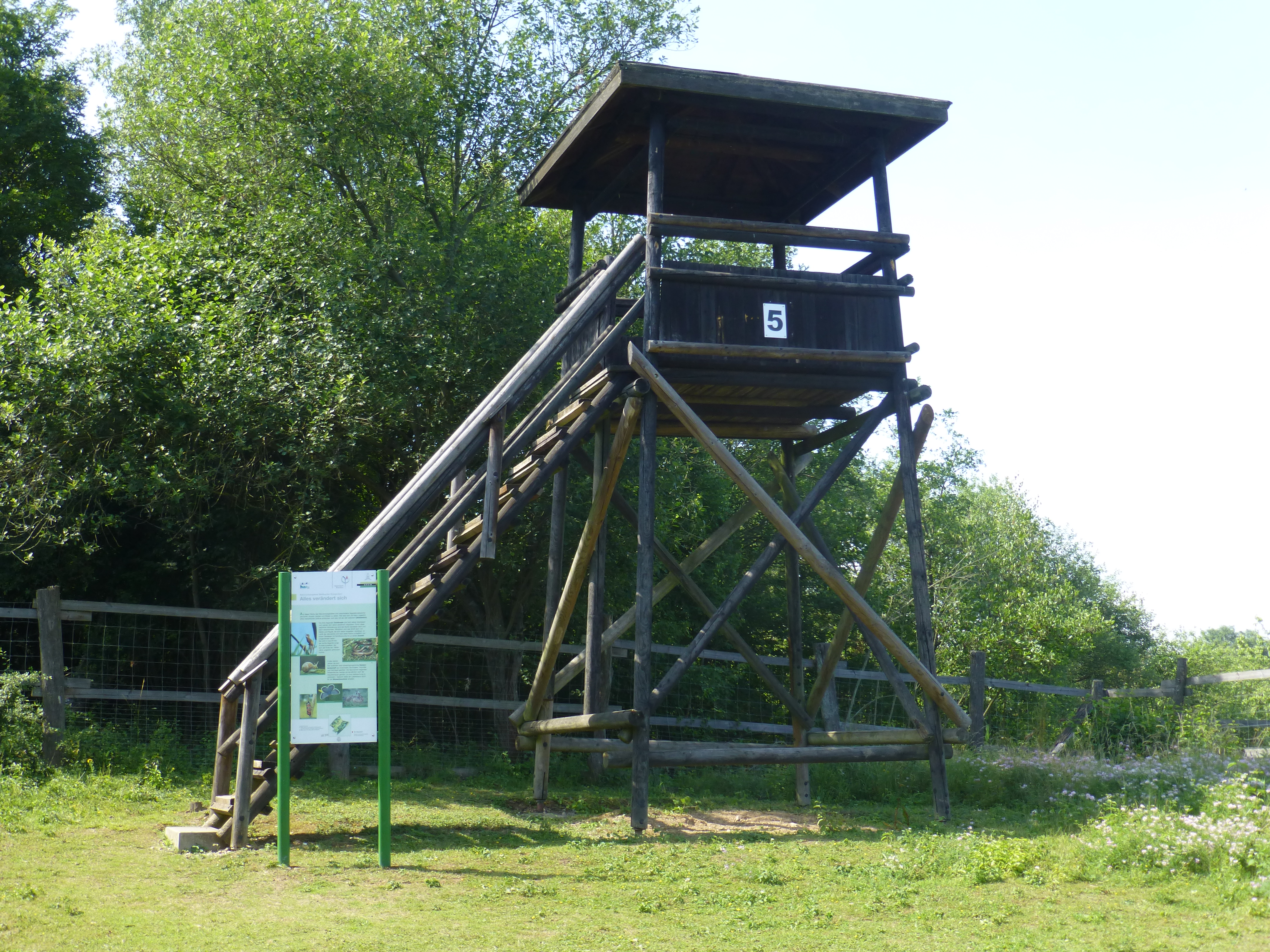
Aussichtsturm 5 am Südwestrand des Naturschutzgebiets